# Stift Urach

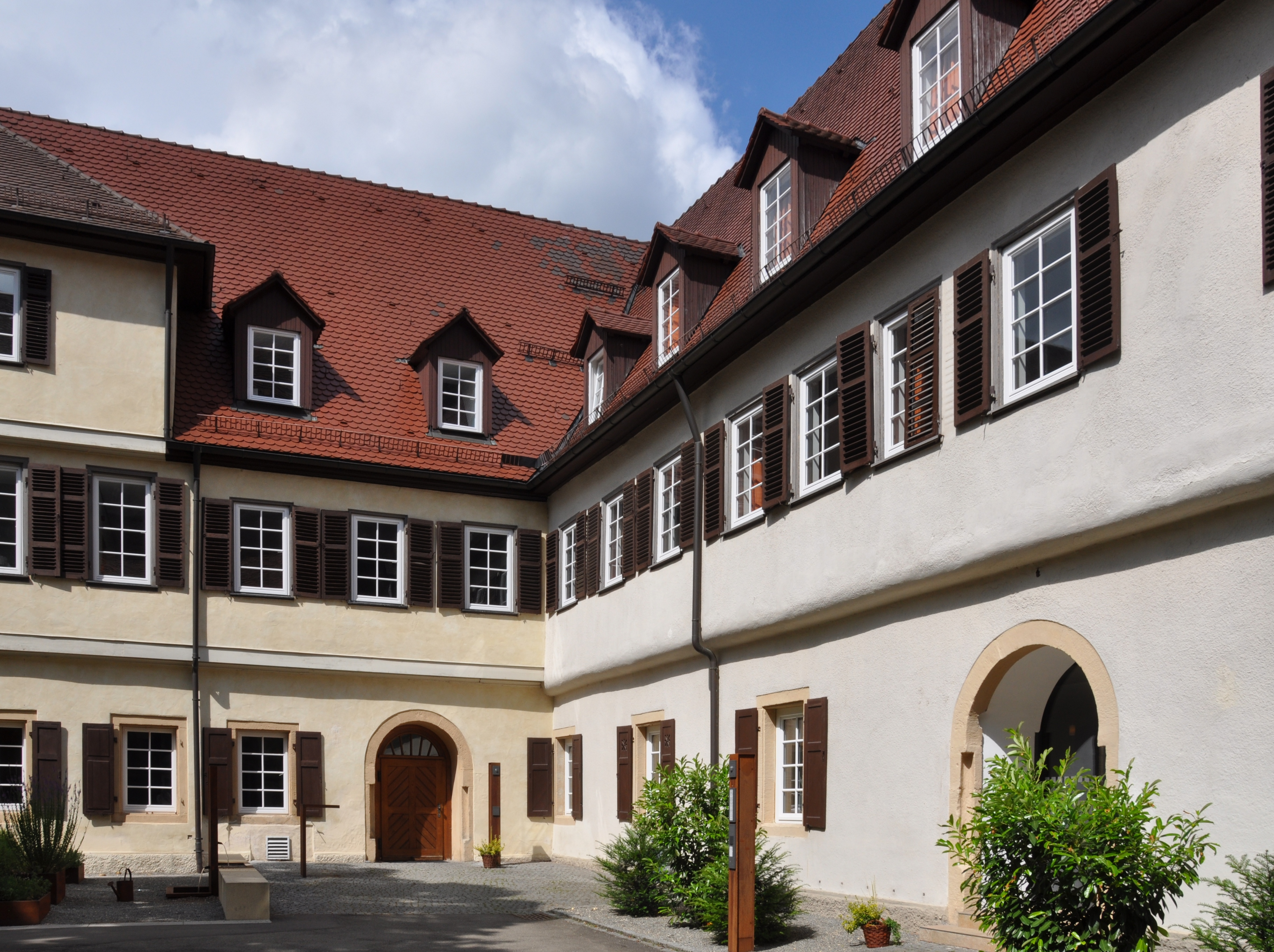
Innenhof von Stift Urach

Stift Urach wurde im späten 15. Jahrhundert von Graf Eberhard V. von Württemberg als klösterliche Gemeinschaft für die Brüder vom gemeinsamen Leben in seiner Residenzstadt Urach gegründet. Die Gebäude bilden gemeinsam mit der Stiftskirche St. Amandus ein klösterliches Ensemble. Stift Urach ist seit 1980 das Einkehrhaus der Evangelischen Landeskirche in Württemberg in Bad Urach.

## Geschichte
Vier historische Phasen prägen das heute über 500 Jahre alte Stift:

### Stift der Brüder vom gemeinsamen Leben: 1477–1514
Graf Eberhard V. von Württemberg, genannt Eberhard im Bart, holte die spätmittelalterliche Bruderschaft Brüder vom gemeinsamen Leben der Devotio moderna, die ursprünglich aus den Niederlanden stammte und in Butzbach in Hessen eine Niederlassung hatte, in seine Residenz Urach. Er ließ für sie das Stift an die bereits im Umbau befindliche Amanduskirche durch seinen Hofbaumeister Peter von Koblenz anbauen. Die klösterliche Gemeinschaft der Chorherren aus Geistlichen, Adeligen und Bürgerlichen beschäftigte sich mit theologischen Studien und der Herstellung von Büchern, unterrichtete an der benachbarten Lateinschule und wirkte diakonisch im örtlichen Spital. In ihrer Kombination aus spätscholastischer Theologie, regelmäßigem Chorgebet und pädagogischem, sowie caritativem Wirken verbanden sie die mittelalterlichen Stände miteinander und wurden zu einem Vorläufer der württembergischen Reformation. Wegen des großen Zulaufes wurden von Urach aus die Bruderhäuser in Dettingen an der Erms, Tübingen und Herrenberg gegründet. Der Propst des Stifts Gabriel Biel war Vertrauter des Herzogs und einer der ersten Professoren der 1477 gegründeten Universität Tübingen. Mit dem Tübinger Vertrag von 1514 ging die Zeit der Brüder noch vor der Einführung der Reformation in Württemberg zu Ende.

### Slawische Bibeldruckanstalt: 1560–1566

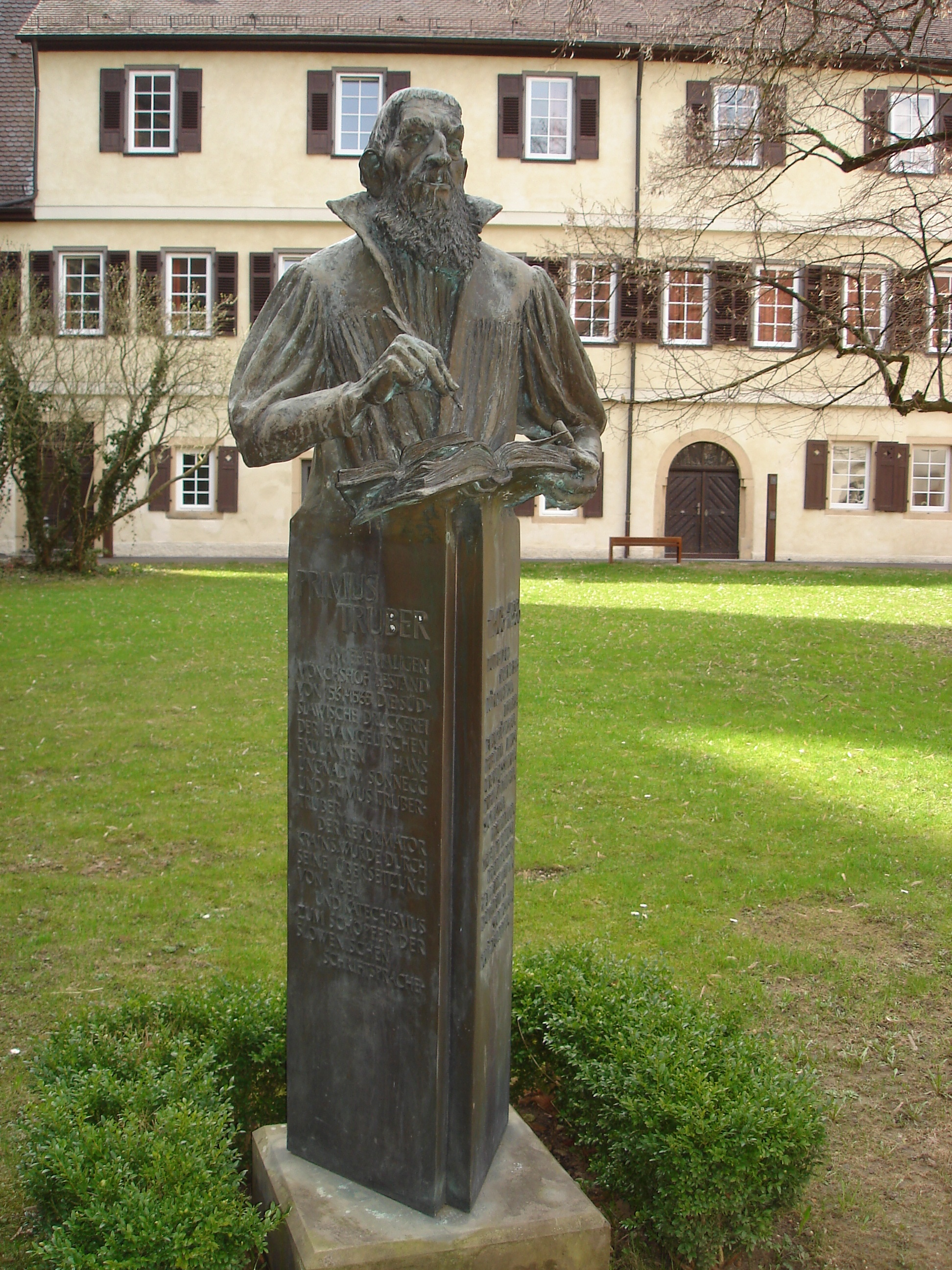
Denkmal für Primus Truber im Innenhof des Uracher Stifts

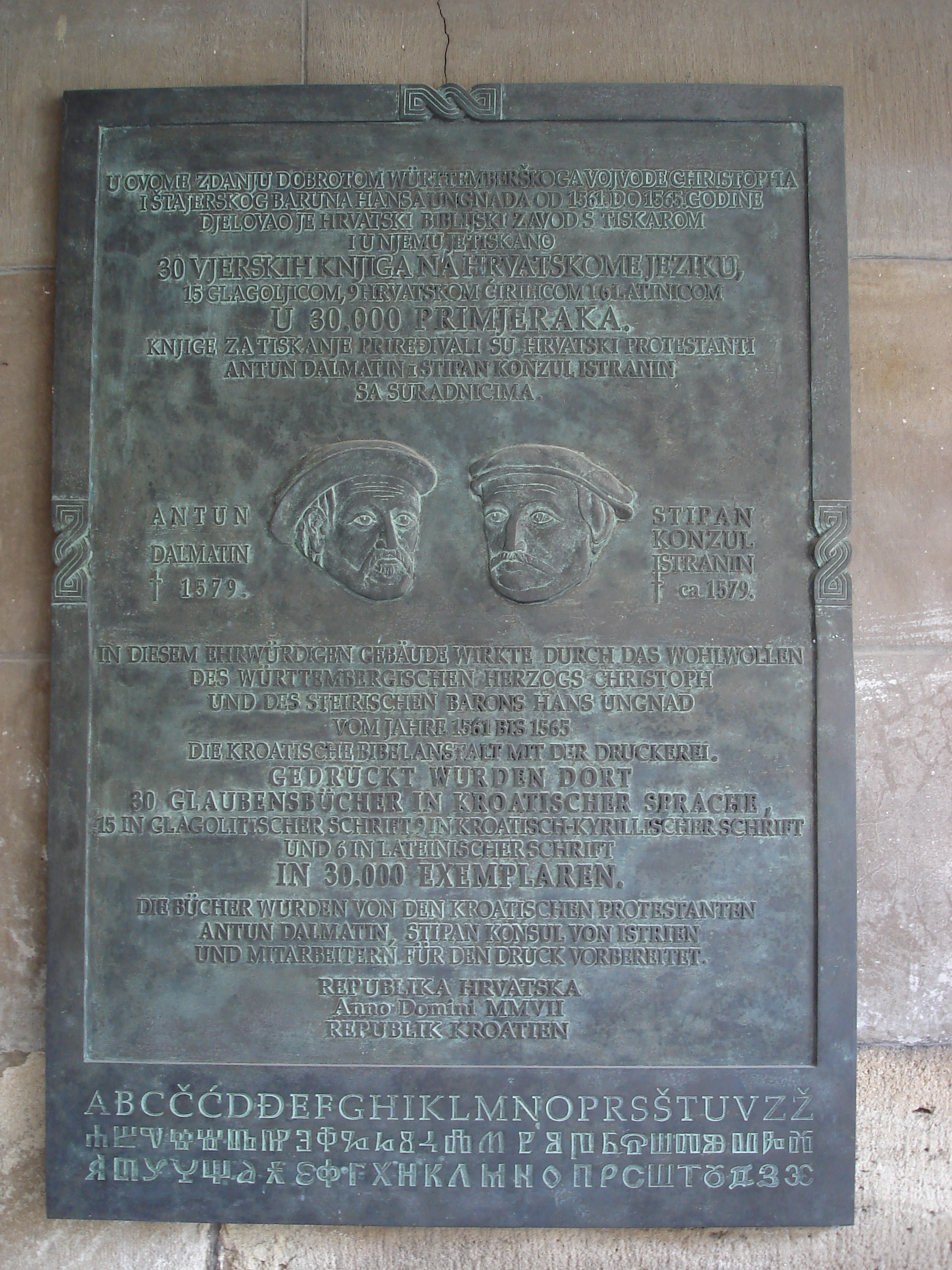
Gedenktafel für Stephan Konsul und Anton Dalmata im Uracher Stift

Nach der Einführung der Reformation im Herzogtum Württemberg zog auf Geheiß des Herzogs Christoph von Württemberg der slowenische Reformator und Pfarrer Primož Trubar (eingedeutscht: Primus Truber) ins Stift ein und begründete mit Unterstützung des ebenfalls im Stift aufgenommenen Adeligen Hans Ungnad von Sonegg, dem bisherigen Landeshauptmann der Steiermark, die Uracher Bibelanstalt, einen Verlag für slowenisch- sowie kroatischsprachige Bibeln, Katechismen und Gesangbücher. Er wurde durch seine Übersetzungen der Begründer der slowenischen Schriftsprache und Reformator Sloweniens. Die kroatischen Übersetzungen fertigte Truber mit Hilfe der Mitarbeiter Stephan Konsul und Anton Dalmata. 30 000 Exemplare dieser Werke wurden in diesen sechs Jahren in Urach gedruckt. Im Innenhof befindet sich ein Denkmal Primož Trubars (Kurt Grabert, 1986).

### Sitz der „Uracher Leinwandhandelskompanie“: 1599–1793
Nachdem Herzog Friedrich I. von Württemberg den Uracher Bürgern ein Privileg zur Herstellung und weltweiten Vermarktung von Leinen verliehen hatte und durch seinen Baumeister Heinrich Schickhardt die Uracher Webervorstadt erbauen ließ, wurde das Stift der Ort für das Kontor und Lager der Leinenweber.

### Evangelisch-theologisches Seminar: 1818–1977
Im Zuge der neuhumanistischen Umgestaltung des württembergischen Bildungssystems mit seinen ehemaligen Klosterschulen wurde in Stift Urach eines der nunmehr vier evangelisch-theologischen Seminare eingerichtet, zusammen mit Schöntal an der Jagst, Maulbronn und Blaubeuren. Erster Ephorus war Johann Georg Hutten. Die Seminaristen verbrachten in Urach zunächst die letzten vier, dann ab 1874 die letzten zwei Jahre der Gymnasialzeit vor dem Abitur. Ab 1969 wurden auch Seminaristinnen aufgenommen. Die Schwerpunkte des Lehrplans waren die Altphilologie, Theologie, Literatur und Musik. Im Zuge der Oberstufenreform musste das Seminar Urach 1977 geschlossen werden. Stiftungsgemäß wurden die Seminaristen Pfarrer und Lehrer in Württemberg, aber auch Geistes- und Naturwissenschaftler, Historiker, Juristen, Ärzte, Dichter und Musiker. Bekannte Uracher Seminaristen waren u. a.:
- Karl Georg Haldenwang (1803–1862), Pfarrer und Sozialreformer
- Johannes Mährlen (1803–1871), Ökonom
- Eduard Mörike (1804–1875), Dichter
- Johann Tobias Beck (1804–1878), biblischer Theologe
- Christoph Friedrich Blumhardt (1842–1919), Pfarrer und Sozialdemokrat
- Eugen Nägele (1856–1937), Lehrer und Mitbegründer des Schwäbischen Albvereins
- Johannes Hieber (1862–1951), württembergischer Staatspräsident
- Carl Seilacher (1882–1958), Evangelischer Pfarrer, Schriftsteller und Archivar
- Ernst Kretschmer (1888–1964), Psychiater
- Siegmund G. Warburg (1902–1982), als „Zuhörer“, Bankier
- Ernst Fuchs (1903–1983), systematischer Theologe
- Hans Fähnle (1903–1968), bildender Künstler
- Erich Eichele (1904–1985), württembergischer Landesbischof
- Albrecht Goes (1908–2000), Pfarrer und Schriftsteller

### Landeskirchliches Einkehrhaus seit 1980
Heute befindet sich im Stift Urach ein landeskirchliches Einkehrhaus. Das Stift ist heute ein Tagungshaus mit eigenen Themenbereichen mit den Schwerpunkten biblisch-theologische Bildung, Meditation, Stille und Seelsorge. Es kann auch gebucht werden für Gastgruppen und Tagungen. Das Haus hat 29 Doppelzimmer und 23 Einzelzimmer sowie 9 Seminar- und Tagungsräume für 8 bis 130 Personen. Eine regional orientierte Küche versorgt die Gäste. Die Gäste haben die Möglichkeit an den regelmäßigen drei Tagzeitengebeten in der Hauskapelle teilzunehmen.